# Knautschke

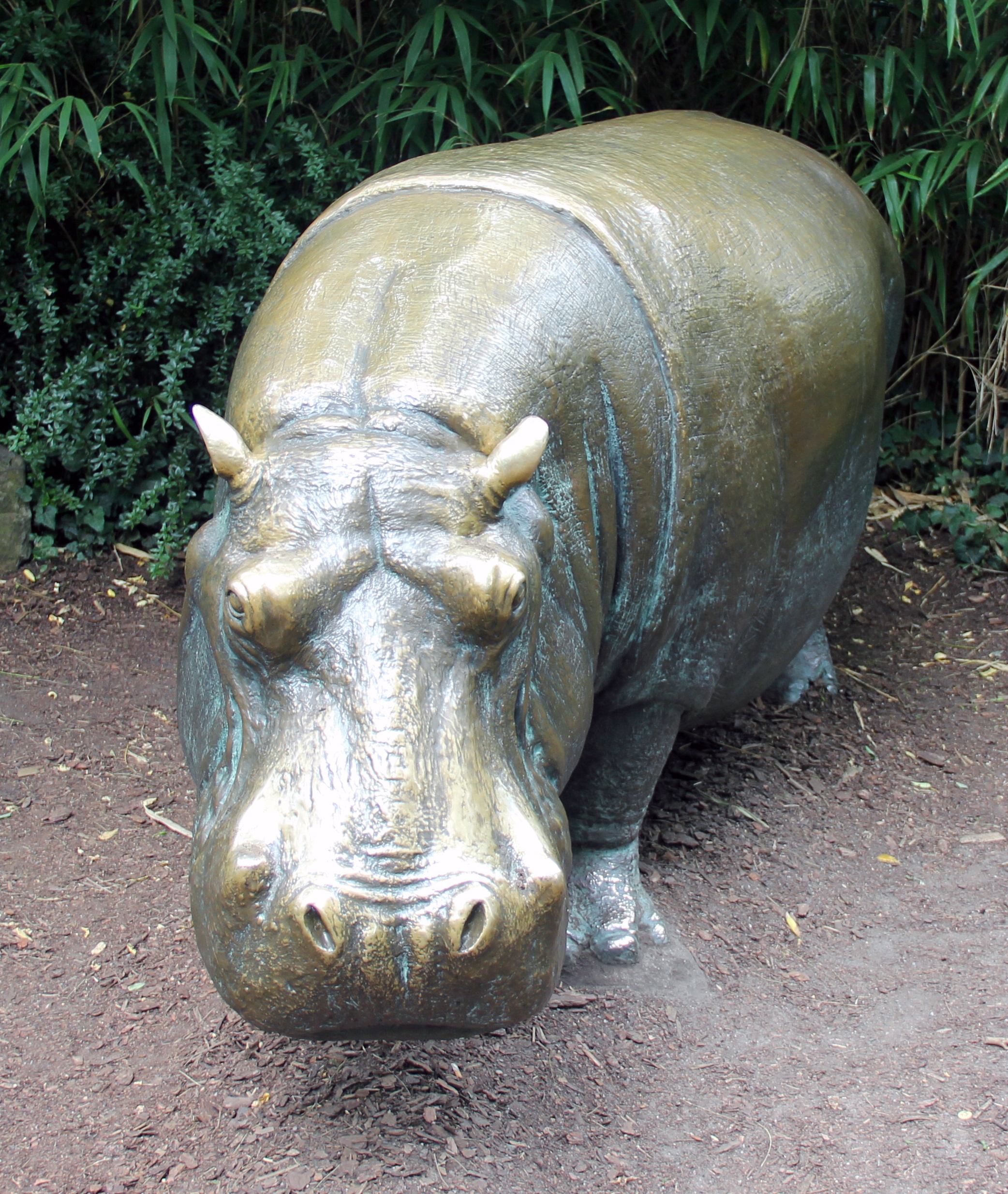
Skulptur Knautschke von Manfred Gräfe

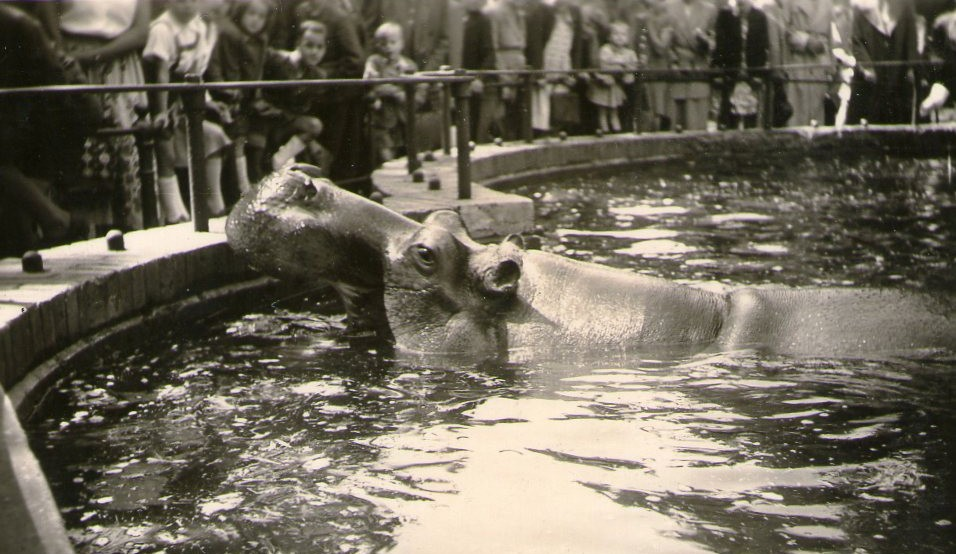
Knautschke 1952 im Außenbecken des ehemaligen Nilpferdhauses

Knautschke (* 29. Mai 1943 in Berlin?; † 20. Juni 1988 ebenda) war der Name eines Flusspferdes aus dem Berliner Zoo. Als eines von 91 Tieren, die den Zweiten Weltkrieg überlebten, war er jahrzehntelang ein Publikumsliebling bei den Besuchern des Berliner Zoos.
Knautschke wurde während des Krieges im Berliner Zoo geboren. In den letzten Kriegstagen zerstörten Bombentreffer das Außenbecken des Flusspferdhauses, so dass das Wasser auslief. Knautschkes Mutter wurde tödlich verletzt, ihr anderthalbjähriger Sohn aber überlebte. Durch den Einsatz der Tierpfleger, die das Tier mehrmals täglich mit Wasser übergossen, und mit Unterstützung vieler Einwohner Berlins, die trotz knapper eigener Essensrationen Futter in den Zoo brachten, konnte neben anderen Tieren auch Knautschke die schwere Nachkriegszeit überstehen. 1947 erlitt er leichte Verletzungen, als der nahe gelegene Flakturm im Tiergarten gesprengt wurde und eine Stalldecke einstürzte.
Trotz der schwierigen politischen Verhältnisse gelang es der Berliner Zoodirektorin Katharina Heinroth, mit dem Zoo Leipzig eine Zuchtgemeinschaft für Flusspferde zu etablieren. Die Leipziger Flusspferd-Kühe Olga und Grete wurden wiederholt nach Berlin gebracht. Während Knautschke mit Olga keine Nachkommen zeugte, gebar Grete am 20. Mai 1950 Schwabbel und am 3. April 1952 Bulette. Der Bulle Schwabbel blieb im Leipziger Zoo, um dort eine Zuchtgruppe aufzubauen, Bulette kam jedoch 1953 als Gefährtin von Knautschke nach Berlin. Am 4. April 1958 wurde Jette als erstes Flusspferd nach dem Krieg im Berliner Zoo geboren. Knautschke wurde Vater von insgesamt 35 Flusspferdkälbern. Die Zucht war dabei inzestuös. So hat Tochter Jette ihren Vater Knautschke zum Großvater gemacht.
1988 erlitt Knautschke bei einem Rivalenkampf mit seinem erwachsenen Sohn Nante, dessen Mutter ebenfalls Bulette war, so schwere Verletzungen, dass er am 20. Juni 1988 in seinem 46. Lebensjahr eingeschläfert werden musste. Nach Knautschkes Tod entstand in der Naturwissenschaftlichen Sammlung der Stiftung Stadtmuseum Berlin eine Skulptur nach den Originalmaßen des Tieres, die gelegentlich in Sonderausstellungen gezeigt wird. Eine leicht modifizierte Kopie dieser Plastik aus Bronze befindet sich im Zoologischen Garten Berlin am Eingang des Flusspferdhauses.
Nach Recherchen des Historikers Clemens Maier-Wolthausen war Knautschke jedoch kein gebürtiger Berliner. In der sehr detaillierten Kartei der Berliner Zootiere habe er in der fraglichen Zeit keine Hinweise auf die Geburt eines Flusspferdmännchens gefunden. Für den Oktober 1942 sei hingegen der Transport eines jungen Flusspferdes mit dem Namen Max aus dem Münchner Tierpark Hellabrunn verzeichnet. Laut Maier-Wolthausen sei es naheliegend, dass es sich dabei um Knautschke gehandelt habe.